# Giuseppe Ploner
Giuseppe Ploner (* 30. Januar 1959 in St. Christina in Gröden) ist ein ehemaliger italienischer Skilangläufer.

## Werdegang
Ploner, der für den C. S. Carabinieri startete, hatte seinen ersten Erfolg im Jahr 1980 beim Marcia Gran Paradiso, den er gewann. In der Saison 1981/82 holte er in Brusson mit dem 15. Platz über 30 km seine ersten Weltcuppunkte und belegte bei den Nordischen Skiweltmeisterschaften 1982 in Oslo den 38. Platz über 50 km, den achten Rang über 15 km und den siebten Platz mit der Staffel. Mit dem achten Platz errang er seine beste Einzelplatzierung im Weltcup und erreichte zum Saisonende mit dem 29. Platz im Gesamtweltcup sein bestes Gesamtergebnis. Bei den Nordischen Skiweltmeisterschaften 1985 in Seefeld in Tirol gewann er zusammen mit Marco Albarello, Giorgio Vanzetta und Maurilio De Zolt die Silbermedaille mit der Staffel. Zudem errang er dort den 15. Platz über 15 km und den neunten Platz über 30 km. Zwei Jahre später lief er bei den Nordischen Skiweltmeisterschaften in Oberstdorf auf den 29. Platz über 30 km klassisch. Bei den Nordischen Skiweltmeisterschaften 1989 in Lahti belegte er den 35. Platz über 15 km klassisch und den 20. Rang über 30 km klassisch.
Bei italienischen Meisterschaften siegte Ploner in den Jahren 1987 und 1989 über 30 km und im Jahr 1985 mit der Staffel. Im Jahr 1986 gewann er den Gsieser-Tal-Lauf und den Toblach–Cortina-Lauf.

## Weltcup-Gesamtplatzierungen
| Saison  | Platz | Punkte |
| ------- | ----- | ------ |
| 1981/82 | 29.   | 26     |
| 1982/83 | 36.   | 20     |
| 1984/85 | 33.   | 19     |